# Gigantometrus swammerdami
Espèce
Synonymes
- Heterometrus swammerdami Simon, 1872
- Pandinus asper Thorell, 1876
- Pandinus kochii Karsch, 1879
- Scorpio lucidipes Simon, 1885
- Palamnaeus swammerdami flavimanus Pocock, 1900
- Heterometrus flavimanus (Pocock, 1900)

Gigantometrus swammerdami est une espèce de scorpions de la famille des Scorpionidae.

## Distribution
Cette espèce est endémique d'Inde. Elle se rencontre au Tamil Nadu, au Pondichéry, au Kerala, au Karnataka, en Andhra Pradesh, au Telangana, au Maharashtra, au Madhya Pradesh, au Chhattisgarh, en Odisha, au Jharkhand et au Bengale-Occidental.

## Description

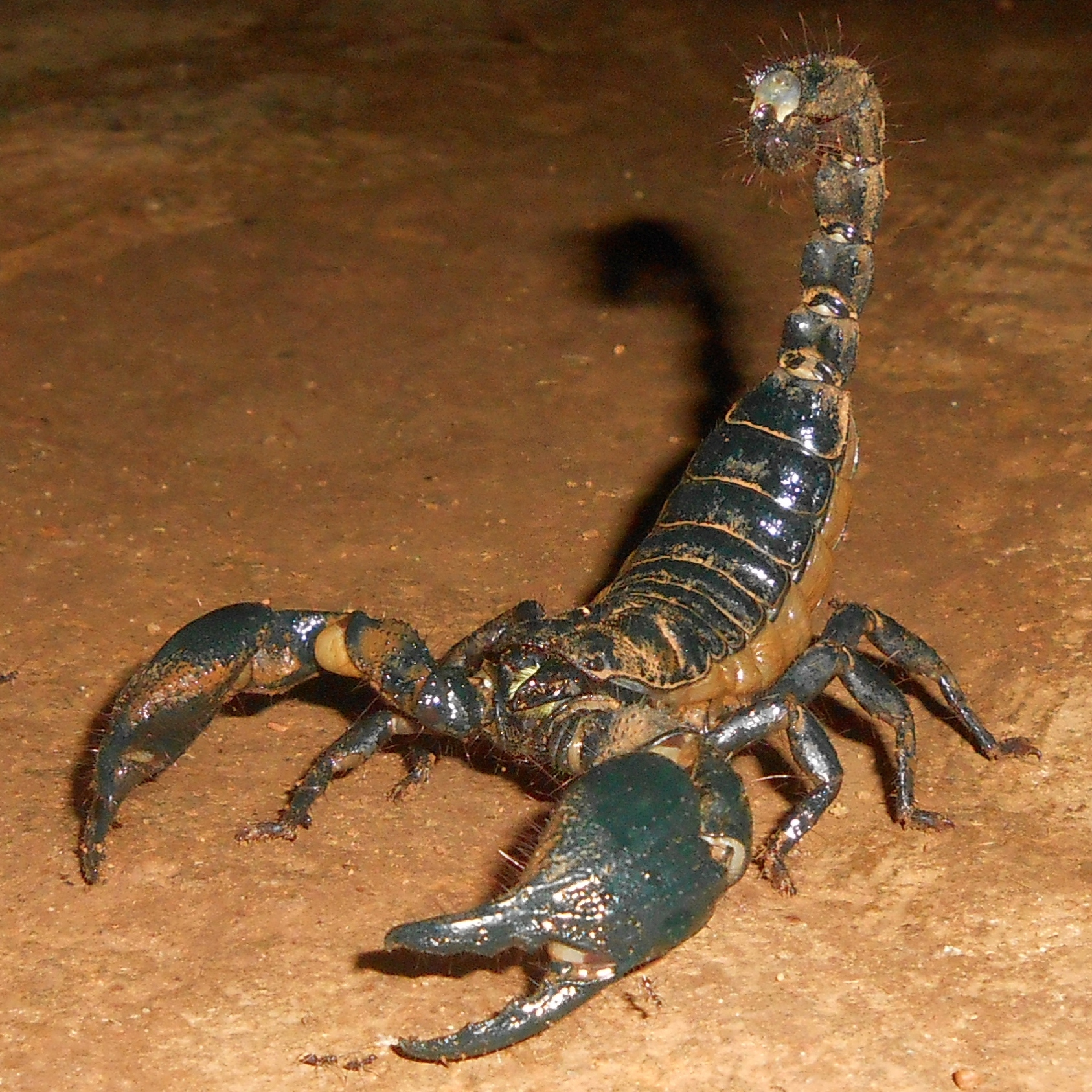
Gigantometrus swammerdami

Gigantometrus swammerdami mesure 130 à 176 mm.

## Systématique et taxinomie
Cette espèce a été décrite sous le protonyme Heterometrus swammerdami par Simon en 1872. Elle est placée dans le genre Gigantometrus par Prendini et Loria en 2020 qui dans le même temps place Palamnaeus swammerdami flavimanus en synonymie.

## Étymologie
Cette espèce est nommée en l'honneur de Jan Swammerdam.

## Publication originale
- Simon, 1872 : « Études sur les Scorpions. Révision des Heterometrus du groupe de l'H. afer, L. » Revue et Magasin de Zoologie Pure et Appliquée, vol. 23, no 2, p. 51–59 (texte intégral) & vol. 23, no 3, p. 97–101 (texte intégral).